# Giorgia Cesarini
Giorgia Cesarini (Borgo Maggiore, 12 agosto 2002) è un'arciera sammarinese.

## Biografia
Nata nel 2002 a Borgo Maggiore, ha iniziato praticando l'atletica leggera, più nello specifico nelle gare di velocità, prendendo parte nel 2018 ai 100 metri piani degli Europei under 18 di Győr, in Ungheria, uscendo in batteria da ottava in 14"14. Negli anni successivi ha partecipato più volte agli Europei a squadre, nella Terza divisione, della quale fa parte la nazionale sammarinese, nelle staffette 4×100 m e 4×400 m a Skopje 2019 e poi nel lancio del giavellotto sia a Limassol 2021 sia a Chorzów 2023 e nel secondo caso anche nel getto del peso.
Dallo stesso 2023 si è dedicata interamente al tiro con l'arco, che aveva iniziato a praticare nel 2019, prendendo parte in quell'anno ai Mondiali di Berlino, in Germania, nell'arco ricurvo individuale, piazzandosi 130ª con 549 punti nel turno di qualificazione, non riuscendo ad accedere al primo turno ad eliminazione, riservato alle prime 104 (escluse le prime otto che passavano direttamente ai sedicesimi di finale).
L'anno successivo è stata di scena agli Europei di Essen, ancora in Germania, nell'arco ricurvo individuale, arrivando 32ª nel turno di qualificazione con 649 punti, record sammarinese, passando il primo turno ad eliminazione grazie al successo per 7-3 sull'islandese Astrid Daxböck, ma uscendo al secondo, contro l'ucraina Olha Chebotarenko per 7-1.
Nello stesso anno, ad ancora 21 anni, ha partecipato, grazie ad una carta olimpica concessa da World Archery, ai Giochi olimpici di Parigi 2024, nell'individuale, chiudendo 58ª nel ranking round con 625 punti, uscendo poi ai sessantaquattresimi di finale, battuta 7-3 dalla tedesca Michelle Kroppen, medagliata di bronzo a squadre a Tokyo 2020 e d'argento a squadre miste nella capitale francese, oltre che campionessa europea e mondiale a squadre. Nell'occasione è diventata la prima arciera donna a rappresentare San Marino ai Giochi (c'erano stati tra gli uomini Paolo Tura a Barcellona 1992 e Atlanta 1996 ed Emanuele Guidi a Londra 2012) ed è stata scelta insieme al lottatore Myles Amine come portabandiera sammarinese nella cerimonia di chiusura.